# De Schakel (Warffum)

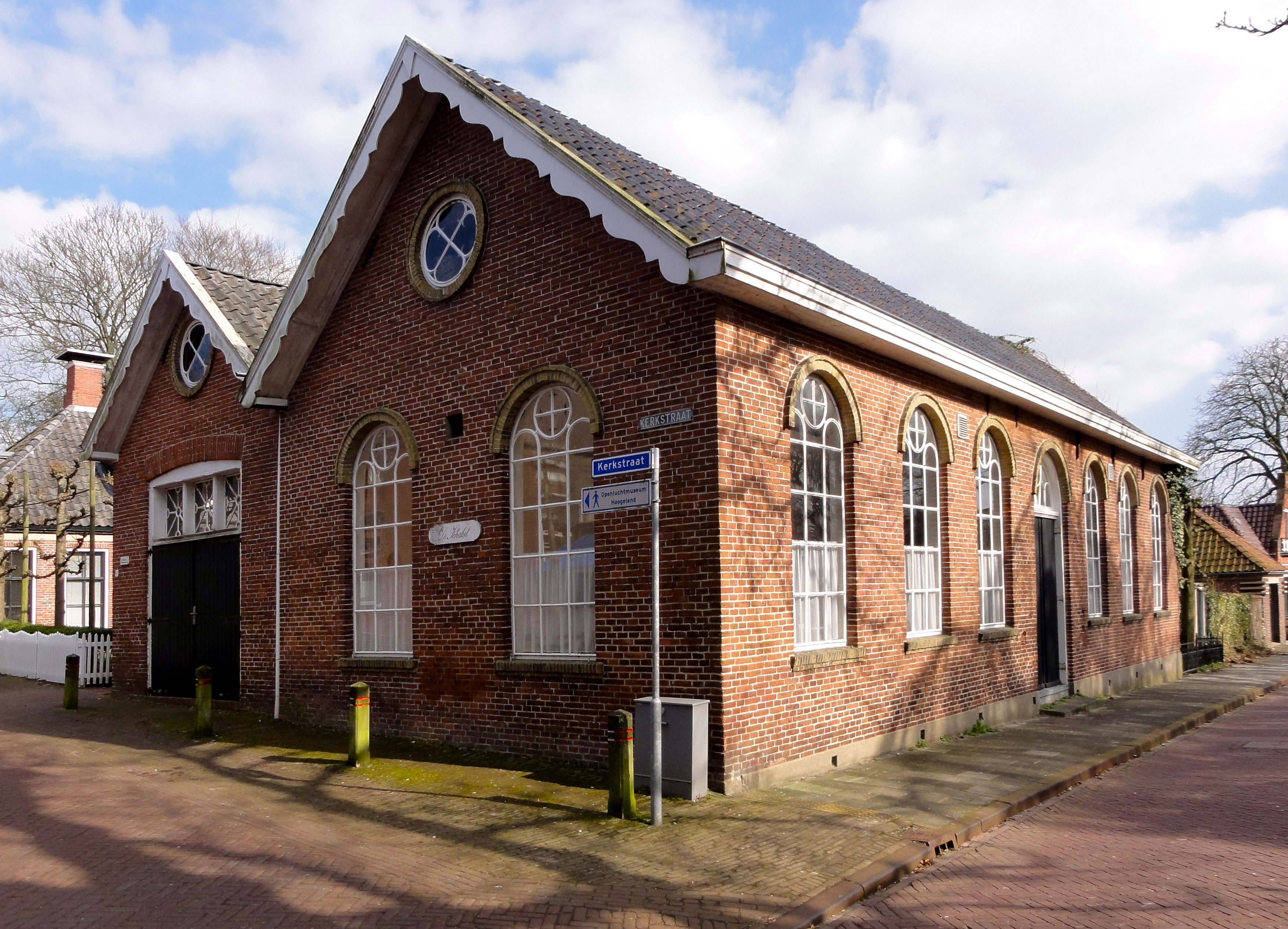
Het gebouw de Schakel aan de Kerkstraat in Warffum (anno 2011)

De Schakel is een hervormd verenigingsgebouw in de Groningse plaats Warffum. Het gebouw ligt op de top van de wierde van Warffum, nabij de kerk en de pastorie.

## Beschrijving
Het verenigingsgebouw van de hervormde kerk van Warffum werd rond 1840 gesticht als een rechtstreeks gevolg van de gewijzigde opvattingen over de taak van de kerk in die tijd. Het gebouw deed niet alleen dienst als catechisatielokaal, maar ook als accommodatie ten behoeve van het nut van het algemeen. Er werden cursussen en lezingen gegeven in het kader van de volksopvoeding. Het gebouw voorzag kennelijk in een behoefte want nog geen dertig jaar na de bouw werd het vergroot, door een bijna identiek bouwvolume tegen de noordwestelijke zijde te plaatsen. Het gebouw is ontworpen in een traditioneel-ambachtelijke bouwstijl. De sobere gevels worden onderbroken door vensters met decoratieve bovenlichten onder wenkbrauwbogen.
De naam De Schakel is van een recentere datum. Het gebouw is erkend als een rijksmonument onder meer vanwege de sobere vormgeving, de gaafheid van de buitenzijde, als voorbeeld van een verenigingsgebouw uit het midden van de 19e eeuw en vanwege de specifieke plaats van een dergelijk gebouw in het kader van de toenmalige nieuwe regelgeving voor de volksopvoeding.